# 中央编译局比较政治与经济研究中心
中央编译局比较政治与经济研究中心（英語：China Center for Comparative Politics and Economics）是中共中央编译局下属的非营利性学术机构，成立于1997年。

## 科研范围
比较政治与经济、马克思主义基本理论、当代中国政治、当代西方激进理论、治理与善治、全球化、廉政与反腐建设、中国地方创新等

## 所辖刊物
- 《马克思主义与现实》
- 《经济社会体制比较》

## 主要领导
- 主任 俞可平
- 执行主任 何增科
- 副主任 杨雪冬

## 研究室
- 政府创新研究室
- 社会创新研究室
- 民主治理研究室
- 比较经济研究室
- 生态文明研究室和社会调查研究室

## 研究人员
何增科、杨雪冬、陈家刚、周红云、赖海榕、王勇兵、丁开杰、刘铎、刘承礼、闫健、江洋、徐焕、高新军、包雅韵、郤继红、王燕燕、刘英、马玉茹、李连、周丽萍、冯雷、龙宁丽、严海波